# Diecezja Minorki
Diecezja Minorki (łac. Dioecesis Minoricensis) – diecezja Kościoła rzymskokatolickiego w Hiszpanii. Należy do metropolii walenckiej. Została erygowana w V wieku.